# Kuźnica Katowska
Kuźnica Katowska (pronunciación en polaco: /kuʑˈɲit͡sa kaˈtɔfska/: ; en alemán: Alt Hammer) es un pueblo ubicado en el distrito administrativo de Gmina Popielów, dentro del condado de Opole, voivodato de Opole, en el sur de Polonia occidental. Se encuentra aproximadamente a 7 kilómetros al norte de Popielów y a 28 kilómetros al noroeste de la capital regional Opole.